# Крамер, Клэр
Клэр Эли́забет Кра́мер (англ. Сlare Elizabeth Kramer; 3 сентября 1974, Атланта, Джорджия, США) — американская актриса, кинорежиссёр, сценарист и кинопродюсер.

## Биография
Клэр Элизабет Крамер родилась 3 сентября 1974 года в Атланте (штат Джорджия, США) в семье Терри и Сэнди Крамеров. Будучи рождённой в США, она британско-немецкого происхождения. У Крамер есть младшая сестра — Кэлли Крамер.

## Карьера
В 1997 году Клэр начала сниматься в кино. В 1999 году Крамер переехала в Лос-Анджелес (штат Калифорния, США), где проживает и работает по настоящее время. В 2011 году она также начала карьеру режиссёра и сценариста, а в 2012 году также и карьеру продюсера.

## Личная жизнь
С 2005 по 2018 год Крамер была замужем за продюсером Брайаном Р. Киферли. У бывших супругов есть четверо детей: две дочери, Гейвин Кей Киферли (род. 4 февраля 2008) и Ривер Мари Киферли (род. 21 февраля 2010), и два сына — Харт Мартин Реа Киферли (род. в мае 2012) и Скай ЛинЛи Киферли (род. 11 декабря 2013).

## Избранная фильмография
| Год       |   | Русское название                 | Оригинальное название    | Роль         |
| --------- | - | -------------------------------- | ------------------------ | ------------ |
| 2000—2002 | с | Баффи — истребительница вампиров | Buffy the Vampire Slayer | Глори        |
| 2006      | с | Доктор Хаус                      | House                    | Карен Краузе |